# Logos

Logos, grafia grega

Lógos (UK: /ˈloʊɡɒs, ˈlɒɡɒs/, US: /ˈloʊɡoʊs/; Grego antigo: λόγος, translit. lógos; de λέγω, légō, lit. 'Eu digo') é um termo na filosofia ocidental, psicologia, retórica e religião derivada de uma palavra grega que significa, "fundamento", "pleito", "opinião", "expectativa", "pensamento", "palavra", "fala", "conta", "razão", "proporção" e "discurso", mas se tornou um termo técnico na filosofia ocidental, começando com Heráclito (535 a.C. - 475 a.C.), que usou o termo para um princípio de ordem e conhecimento. Logos é a lógica por trás de um argumento. Logos é persuadir uma audiência usando argumentos lógicos e evidências de apoio. Logos é uma técnica persuasiva usada frequentemente na escrita e retórica.
Os filósofos gregos antigos usavam o termo de maneiras diferentes. Os sofistas usaram o termo para significar discurso; Aristóteles aplicou o termo para se referir ao "discurso fundamentado" ou "o argumento" no campo da retórica e o considerou um dos três modos de persuasão ao lado do ethos e do pathos. Os filósofos estóicos identificaram o termo com o princípio divino de animação que permeia o Universo. Dentro do judaísmo helenístico, Fílon de Alexandria ( 20 a.C. - 50 d.C.) adotou o termo em filosofia judaica. O Evangelho de João identifica o Logos, através do qual todas as coisas são feitas, como divinas (theos), e identifica ainda mais Jesus Cristo como o Logos encarnado. O termo também é usado no Sufismo e na psicologia analítica de Carl Jung.
Embora seja popularmente traduzida como "palavra", o termo grego para tal seria Lexis (λέξις), que também vem da "légō". Esse erro de tradução provavelmente se popularizou com a Bíblia, quando o filósofo Fílon da Alexandria descreveu Jesus como "o logos de Deus". (Supõe-se que, na incapacidade de traduzir a palavra, o tradutor correlacionou-a com légō e sua derivada lexis, popularizando o erro.)
Logos sintetiza vários significados que, em português, estão separados, mas unidos em grego. Vem do verbo légō (no infinitivo: légein) que significa:
1. Aquilo que é dito: palavra, frase, discurso, história, debate, expressão;
2. Aquilo que é pensado: razão, consideração, computação, cálculo, escolha, enumeração;
3. Uma conta, explicação ou narrativa, justificação, valor atribuído a alguma coisa;
4. Assunto de discussão, motivo, causa, razão de alguma coisa;
5. (Cristianismo) A palavra ou sabedoria de Deus, identificada por meio de Jesus no Novo Testamento.

Lógos reúne numa só palavra quatro sentidos principais: (1) linguagem; (2) pensamento ou razão; (3) norma ou regra; (4) ser ou realidade íntima de alguma coisa. – Logía, que é usado como segundo elemento de várias palavras compostas, indica: conhecimento de; explicação racional de; estudo de. O lógos dá a razão, o sentido, o valor, a causa, o fundamento de alguma coisa, o ser da coisa. É também a razão conhecendo as coisas, pensando os seres, a linguagem que diz ou profere as coisas, dizendo o sentido ou o significado delas.
Na teologia cristã o conceito filosófico do Logos viria a ser adaptado no Evangelho de João, o evangelista se refere a Jesus Cristo como o Logos, isto é, a Palavra: "No princípio era a Palavra, e a Palavra estava com Deus, e a Palavra é Deus" João 1:1 (εν αρχη ην ο λογος και ο λογος ην προς τον θεον και θεος ην ο λογος)
(Há traduções do Evangelho em que Logos é o "Verbo").
O Logos também pode ser visto como o "Motivo" de todas as coisas, sendo a causa que explica o anseio existencial humano tão discutido pela filosofia.
Para muitos cristãos, a vida da pessoa que se tornou conhecida como Jesus Cristo não começou aqui na terra. Segundo essa compreensão, Ele mesmo teria falado da sua vida celeste pré-humana (Jo 3:13; 6:38, 62; 8:23, 42, 58). De acordo com uma compreensão corrente entre os cristãos, o livro João 1:1,2 fornece o nome celeste daquele que se tornou Jesus, dizendo: “No princípio era o Verbo [“Verbo”, Al; CBC; gr.: Lógos], no princípio era o Verbo e o Verbo estava com Deus. Ele estava no princípio com Deus.”
Obs.: Por se tratar de um termo anterior aos escritos do novo testamento, deve ser visto como tal, e para isso interpretado de forma a trazer o seu entendimento no contexto das escrituras no tempo. João do evangelho, ao escrever seu texto, como pode ser verificado de Jo 1:1 até Jo 2:11, faz referência direta ao significado de logos como até então era conhecido em meio as civilizações existentes, trazendo a imagem de uma força criadora, eterna, auto-suficiente que segundo o próprio texto encarnou em forma humana na pessoa de Jesus a partir do seu nascimento e manifestado aos homens na sua essência, isto é, em amor, e tudo isso para estar de acordo com a economia divina.

## Heráclito
Foi nos escritos de Heráclito que a palavra "logos" mereceu especial atenção na filosofia da Grécia Antiga. Apesar de Heráclito parecer usar a palavra com um significado não muito diferente da maneira como era utilizada no grego comum dessa época, uma existência independente de um "logos" universal era já sugerida:
Este logos, os homens, antes ou depois de o haverem ouvido, jamais o compreendem. Ainda que tudo aconteça conforme este LOGOS, parece não terem experiência em tais palavras e obras, como eu as exponho, distinguindo-se em tais palavras e obras, e explicando a natureza de cada coisa. Os outros homens ignoram o que fazem em estado de vigília, assim como esquecem o que fazem durante o sono (Diels-Kranz 22B1).
Por esta razão, o comum deve ser seguido. Mas, apesar de o LOGOS ser comum a todos, a maior parte das pessoas vive como se cada um tivesse um entendimento particular  (Diels-Kranz 22B2).
É sábio que os que ouviram, não a mim, mas ao LOGOS, reconheçam que todas as coisas são um (Diels-Kranz 22B50).

## Estoicismo
O estoicismo é uma doutrina filosófica que afirma que todo o universo é corpóreo e governado por um Logos divino (noção que os estoicos tomam de Heráclito e desenvolvem). A alma está identificada com este princípio divino, como parte de um todo ao qual pertence. Este lógos (ou razão universal) ordena todas as coisas: tudo surge a partir dele e de acordo com ele, graças a ele o mundo é um kosmos (termo que em grego significa "harmonia"). Visto que o homem buscava intensamente essa harmonia e tranquilidade de vida.

## Logos no cristianismo
No cristianismo, o conceito deriva da famosa frase de João: «No princípio era o Verbo, e o Verbo estava com Deus, e o Verbo era Deus.» (João 1:1) na abertura de seu evangelho (Ἐν ἀρχῇ ἦν ὁ λόγος, καὶ ὁ λόγος ἦν πρὸς τὸν θεόν, καὶ θεὸς ἦν ὁ λόγος) e é um importante conceito na cristologia cristã para estabelecer a doutrina da divindade de Jesus Cristo e sua posição como Deus Filho na Trindade, como declarado no Credo Calcedoniano.